# Arthur Gervais
Arthur Gervais (* 28. Februar 2000 in Villeneuve-d’Ascq) ist ein französischer Leichtathlet, der sich auf den Langstreckenlauf spezialisiert hat.

## Sportliche Laufbahn und Leben
Erste internationale Erfahrungen sammelte Arthur Gervais bei den Crosslauf-Europameisterschaften 2018 in Tilburg, bei denen er nach 19:07 min auf den 24. Platz im U20-Rennen gelangte. Im Jahr darauf wurde er bei den Crosslauf-Weltmeisterschaften 2019 in Aarhus in 27:12 min 60. im U20-Rennen und im Juli belegte er bei den U20-Europameisterschaften in Borås in 3:57,19 min den sechsten Platz im 1500-Meter-Lauf. Im Dezember wurde er bei den Crosslauf-Europameisterschaften in Lissabon in 19:32 min 23. im U20-Rennen. 2022 belegte er bei den U23-Mittelmeer-Meisterschaften in Pescara in 4:15,79 min den vierten Platz über 1500 Meter und 2025 siegte er in 15:02,00 min im 5000-Meter-Lauf bei den World University Games in Bochum.

## Persönliche Bestleistungen
- 1500 Meter: 3:35,23 min, 10. Juni 2023 in Montesson
  - 1500 Meter (Halle): 3:38,72 min, 8. Februar 2025 in Boston
- Meile: 3:53,17 min, 6. September 2023 in Pfungstadt
  - Meile (Halle): 3:53,81 min, 8. Februar 2025 in Boston
- 3000 Meter: 7:39,30 min, 27. Juli 2024 in Löwen
  - 3000 Meter (Halle): 7:38,90 min, 1. Februar 2025 in Boston
- 5000 Meter: 13:27,25 min, 30. August 2024 in Dresden